# Шердинг
Шердинг (нем. Schärding) — город в Австрии, в федеральной земле Верхняя Австрия.
Входит в состав округа Шердинг. Население составляет 5052 человека (на 31 декабря 2005 года). Занимает площадь 4,08 км². Официальный код — 41422.

## Политическая ситуация
Бургомистр коммуны — Франц Ксафер Ангерер (АНП) по результатам выборов 2003 года.
Совет представителей коммуны (нем. Gemeinderat) состоит из 31 места.
- АНП занимает 14 мест.
- СДПА занимает 13 мест.
- АПС занимает 4 места.